# Watonga
Watonga és una ciutat dels Estats Units a l'estat d'Oklahoma. Segons el cens del 2000 tenia 4.658 habitants.

## Demografia
Segons el cens del 2000, Watonga tenia 4.658 habitants, 1.273 habitatges, i 858 famílies. La densitat de població era de 656,4 habitants per km².
Dels 1.273 habitatges en un 33,9% hi vivien nens de menys de 18 anys, en un 51,3% hi vivien parelles casades, en un 11,5% dones solteres, i en un 32,6% no eren unitats familiars. En el 30,3% dels habitatges hi vivien persones soles el 17% de les quals corresponia a persones de 65 anys o més que vivien soles. El nombre mitjà de persones vivint en cada habitatge era de 2,53 i el nombre mitjà de persones que vivien en cada família era de 3,16.
Per edats la població es repartia de la següent manera: un 20,5% tenia menys de 18 anys, un 12,5% entre 18 i 24, un 36,7% entre 25 i 44, un 17,9% de 45 a 60 i un 12,4% 65 anys o més.
L'edat mediana era de 34 anys. Per cada 100 dones de 18 o més anys hi havia 191,1 homes.
La renda mediana per habitatge era de 27.208 $ i la renda mediana per família de 31.391 $. Els homes tenien una renda mediana de 23.056 $ mentre que les dones 16.146 $. La renda per capita de la població era de 10.567 $. Entorn del 12,4% de les famílies i el 17,5% de la població estaven per davall del llindar de pobresa.

## Poblacions més properes
El següent diagrama mostra les poblacions més properes.